# ساوت‌پورت
ساوت‌پورت (به انگلیسی: Southport) شهری ساحلی در منطقه کلان‌شهر مستقل سفتون در مرزیساید کشور انگلستان است. این شهر در سال ۱۹۹۱ میلادی ۹۰٫۹۵۹ نفر جمعیت داشته و در سرشماری سال ۲۰۱۱ جمعیت آن به ۹۱٫۷۰۳ نفر رسیده است. میزان رشد سالانهٔ جمعیت ساوت‌پورت ‎+۰٫۲۹ درصد می‌باشد و جمعیت این شهر در سال ۲۰۲۱ به ۹۴٫۴۲۱ نفر افزایش یافته است.

## نگارخانه

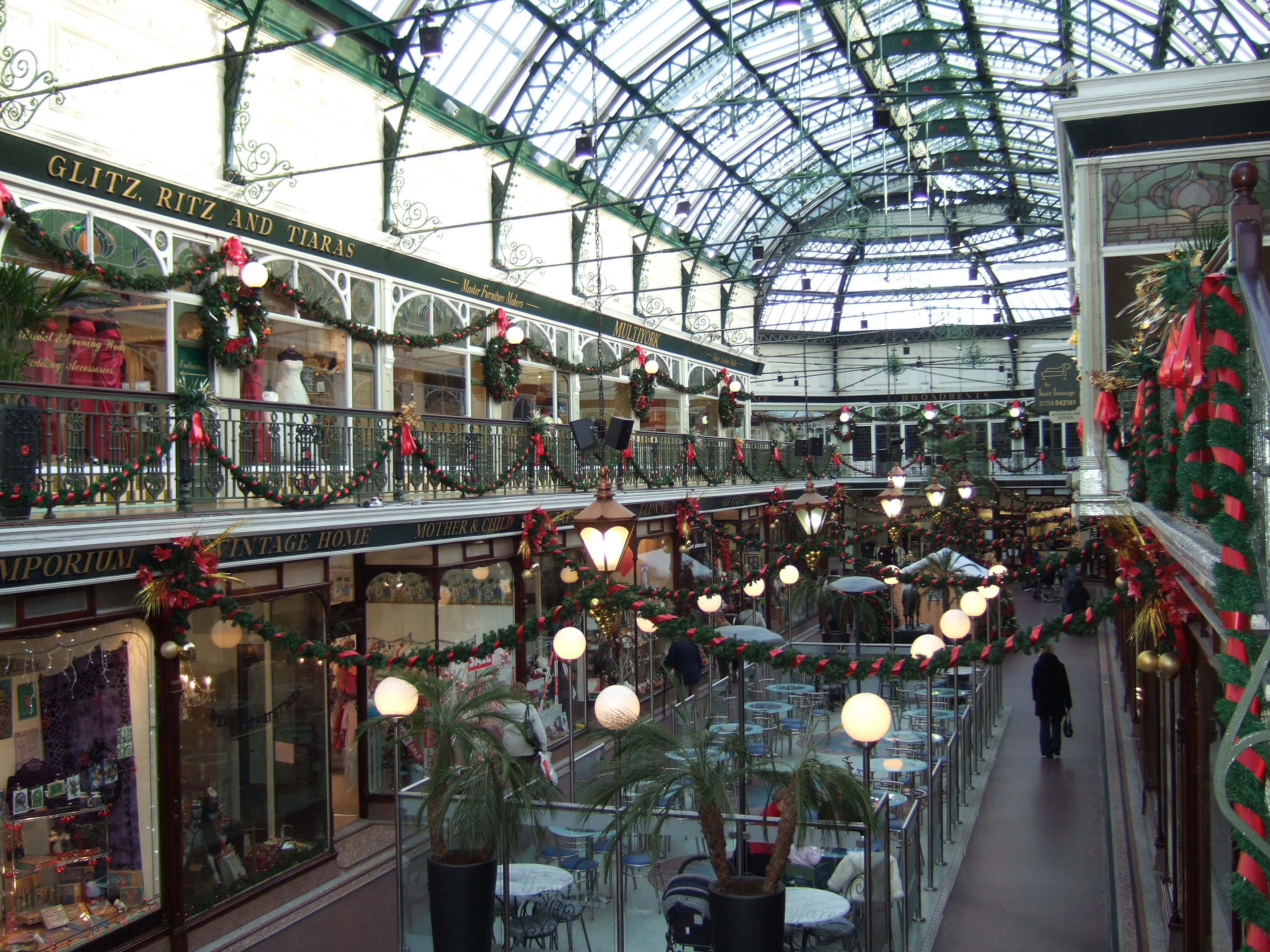
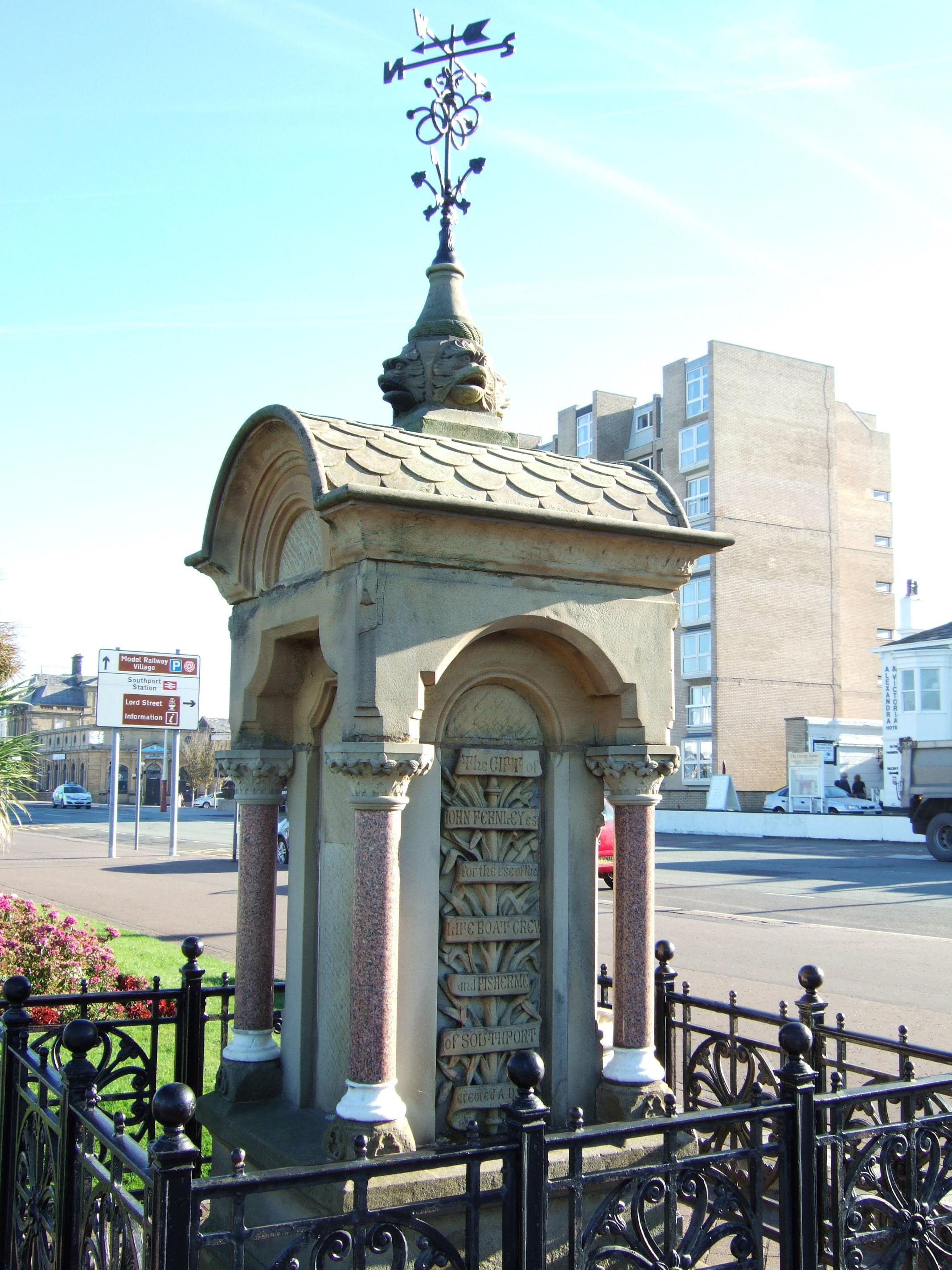
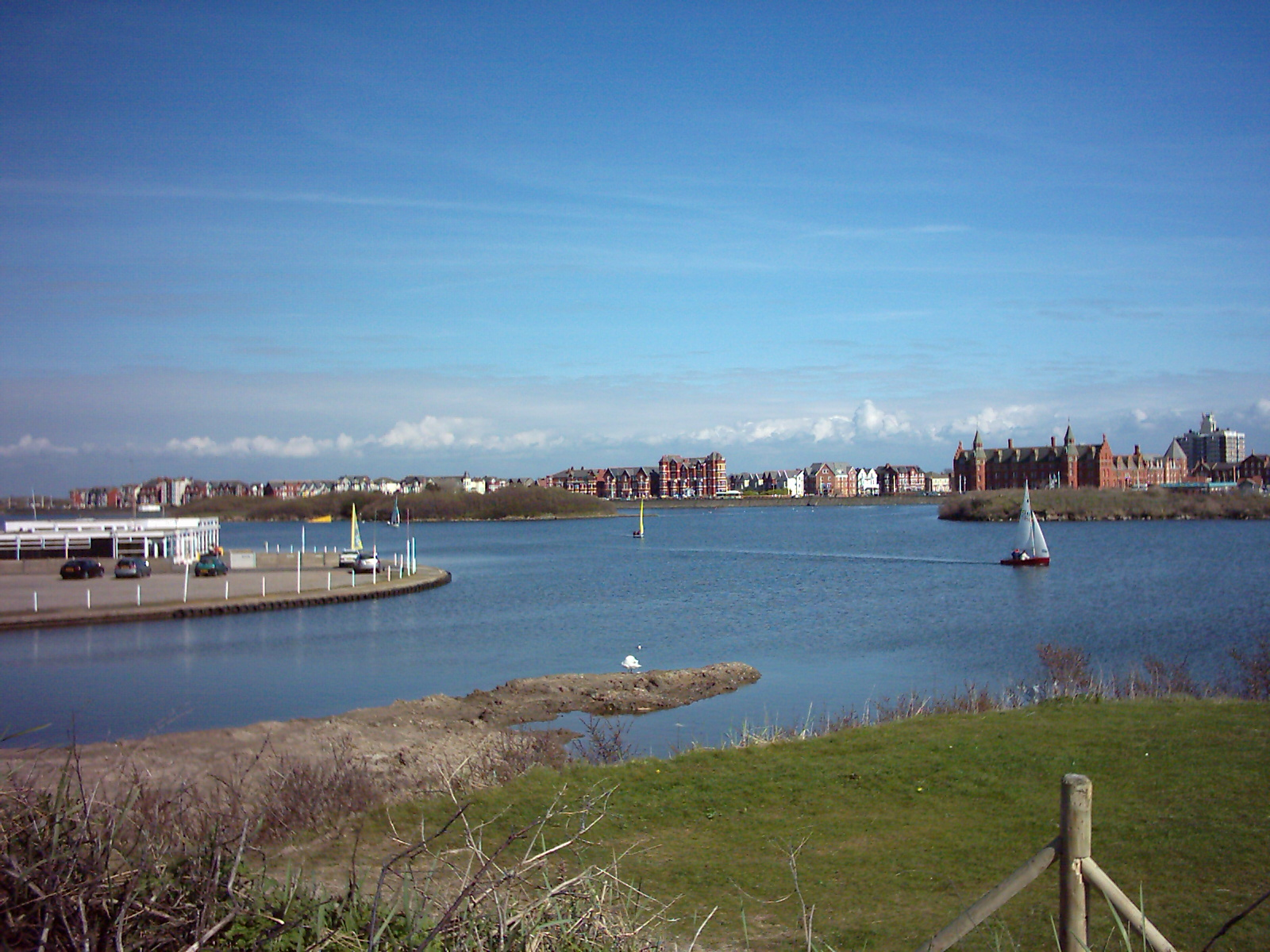
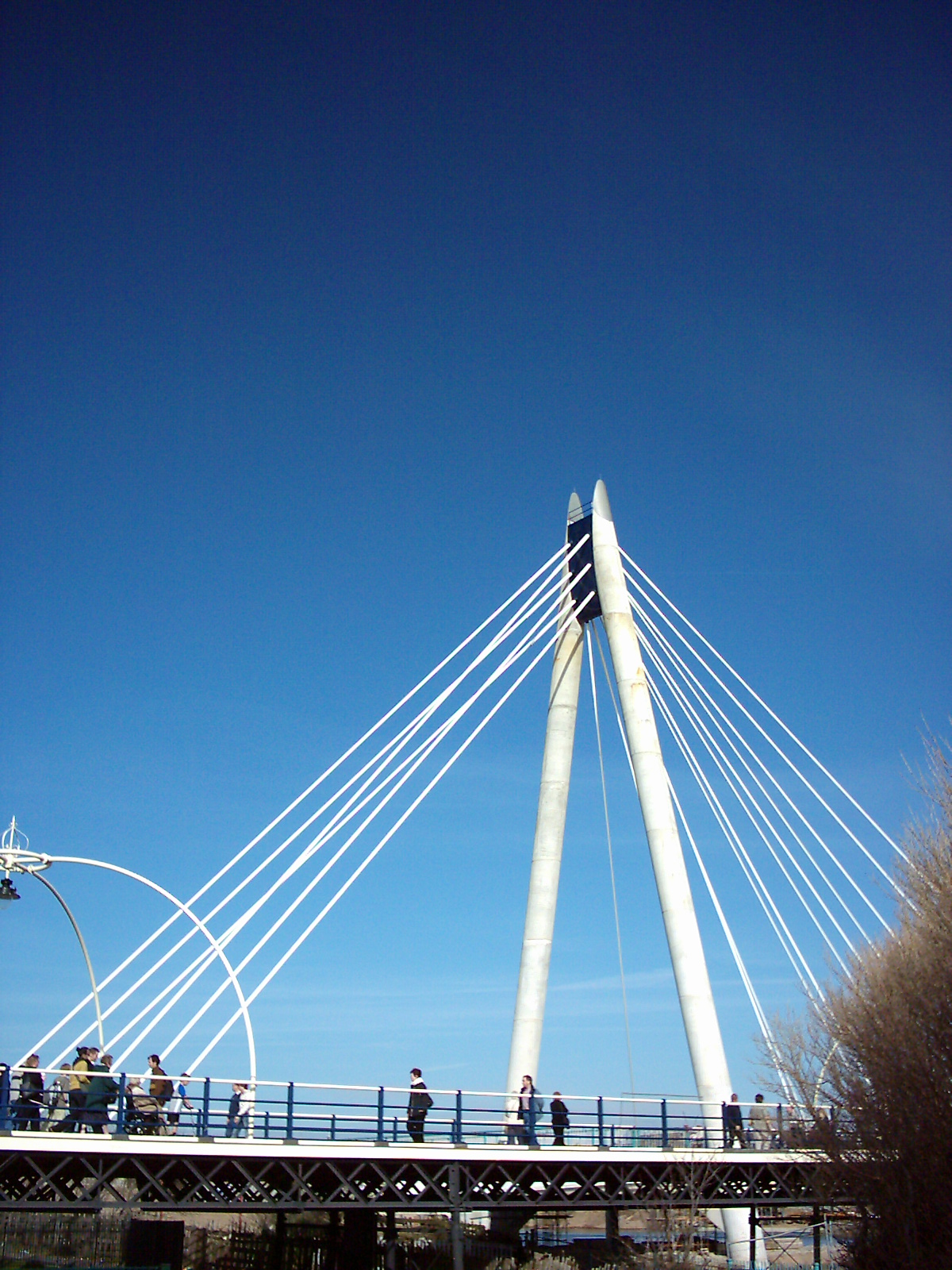
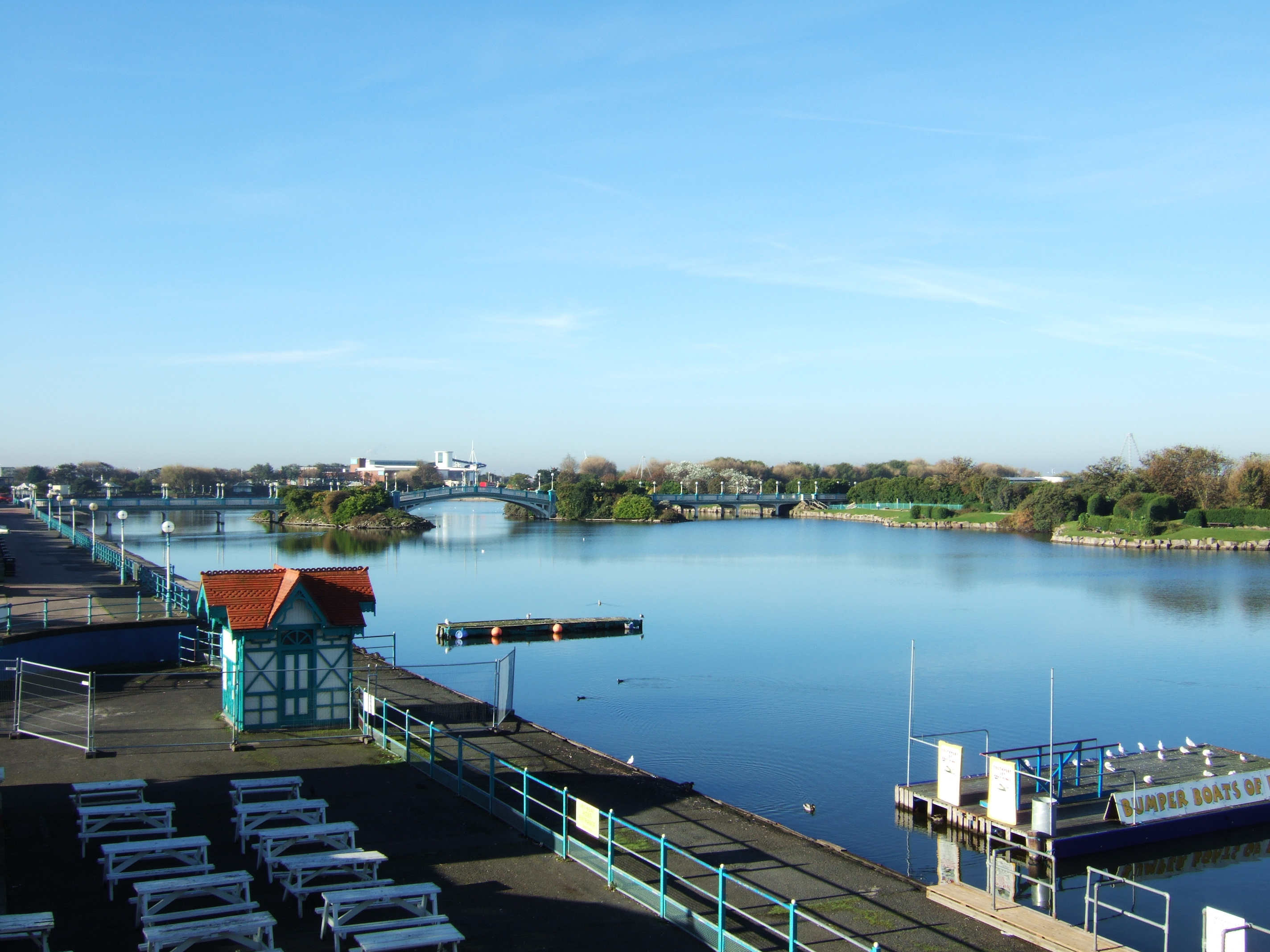